# Live at Stubb's (Ween)
Live at Stubb's är det amerikanska rockbandet Weens tredje livealbum, släppt december 2002. Dom två konserterna som är inspelade på albumet spelades in juli 2000. Live at Stubb's innehåller tre CD skivor.

## Låtlista
Alla låtar skrevs av Ween, förutom "Hot for Teacher", som skrevs av Van Halen.
CD ett
1. "Buckingham Green" - 5:09
2. "Spinal Meningitis (Got Me Down)" - 3:40
3. "The Stallion (Pt. 3)" - 3:50
4. "Bananas and Blow" - 4:50
5. "Waving My Dick in the Wind" - 2:45
6. "Mister Richard Smoker" - 3:03
7. "Fat Lenny" - 5:28
8. "Even If You Don't" - 3:46
9. "Voodoo Lady" - 10:19
10. "The HIV Song" - 2:08
11. "Marble Tulip Juicy Tree" - 6:52
12. "Back to Basom" - 5:08
13. "Captain Fantasy" - 3:07
14. "Sketches of Winkle" - 2:39
15. "Mister, Would You Please Help My Pony?" - 3:25
16. "Ocean Man" - 2:42

CD två
1. "Exactly Where I'm At" - 4:08
2. "Booze Me Up and Get Me High" - 4:24
3. "Stroker Ace" - 2:35
4. "A Tear for Eddie" - 8:29
5. "Big Jilm" - 5:10
6. "Little Birdy" - 3:36
7. "Squelch the Weasel" - 2:35
8. "Sorry Charlie" - 4:10
9. "Wayne's Pet Youngin'" - 1:35
10. "Hot for Teacher" - 5:44
11. "Ice Castles" - 2:45
12. "She Wanted to Leave" - 2:53
13. "Put the Coke on My Dick" - 3:48
14. "Homo Rainbow" - 3:41

CD tre
1. "L.M.L.Y.P." - 36:39